# 勒穆塔雷
勒穆塔雷（法語：Le Moutaret，法語發音：[lə mutaʁɛ]）是法国伊泽尔省的一个市镇，位于该省东部，属于格勒诺布尔区。

## 地理
勒穆塔雷（45°25'55"N, 6°5'19"E）面积5.29 平方千米，位于法国奥弗涅-罗讷-阿尔卑斯大区伊泽尔省，该省份为法国东南部内陆省份，北起顺时针与安省、萨瓦省、上阿尔卑斯省、德龙省、阿尔代什省、卢瓦尔省和罗讷省。
与勒穆塔雷接壤的市镇（或旧市镇、城区）包括：圣马克西曼、拉沙佩勒布朗什、代特里耶、阿勒瓦尔、拉沙佩勒迪巴尔。

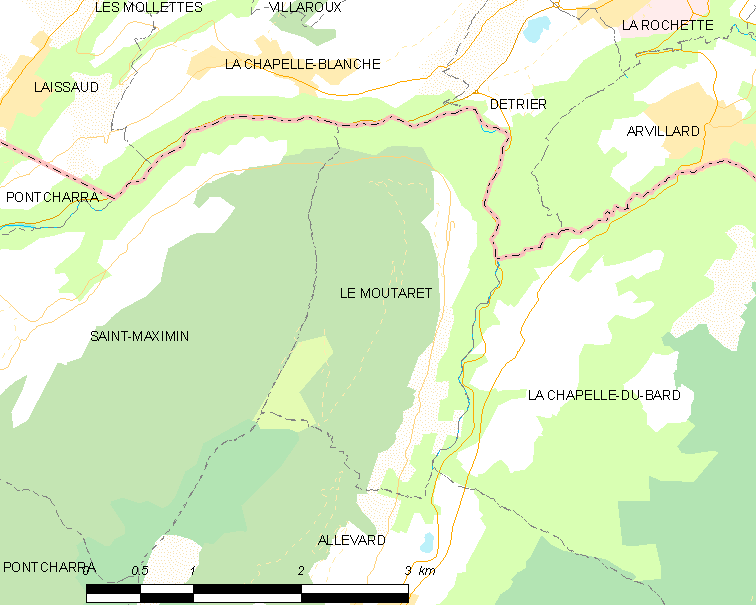
勒穆塔雷的OSM定位图

勒穆塔雷的时区为UTC+01:00、UTC+02:00（夏令时）。

## 行政
勒穆塔雷的邮政编码为38580，INSEE市镇编码为38268。

## 政治
勒穆塔雷所属的省级选区为上格雷西沃当县。

## 人口

1962-2008年间勒穆塔雷人口变化图示

勒穆塔雷于2022年1月1日时的人口数量为254人。